# 卡塔利納鄉 (科瓦斯納縣)

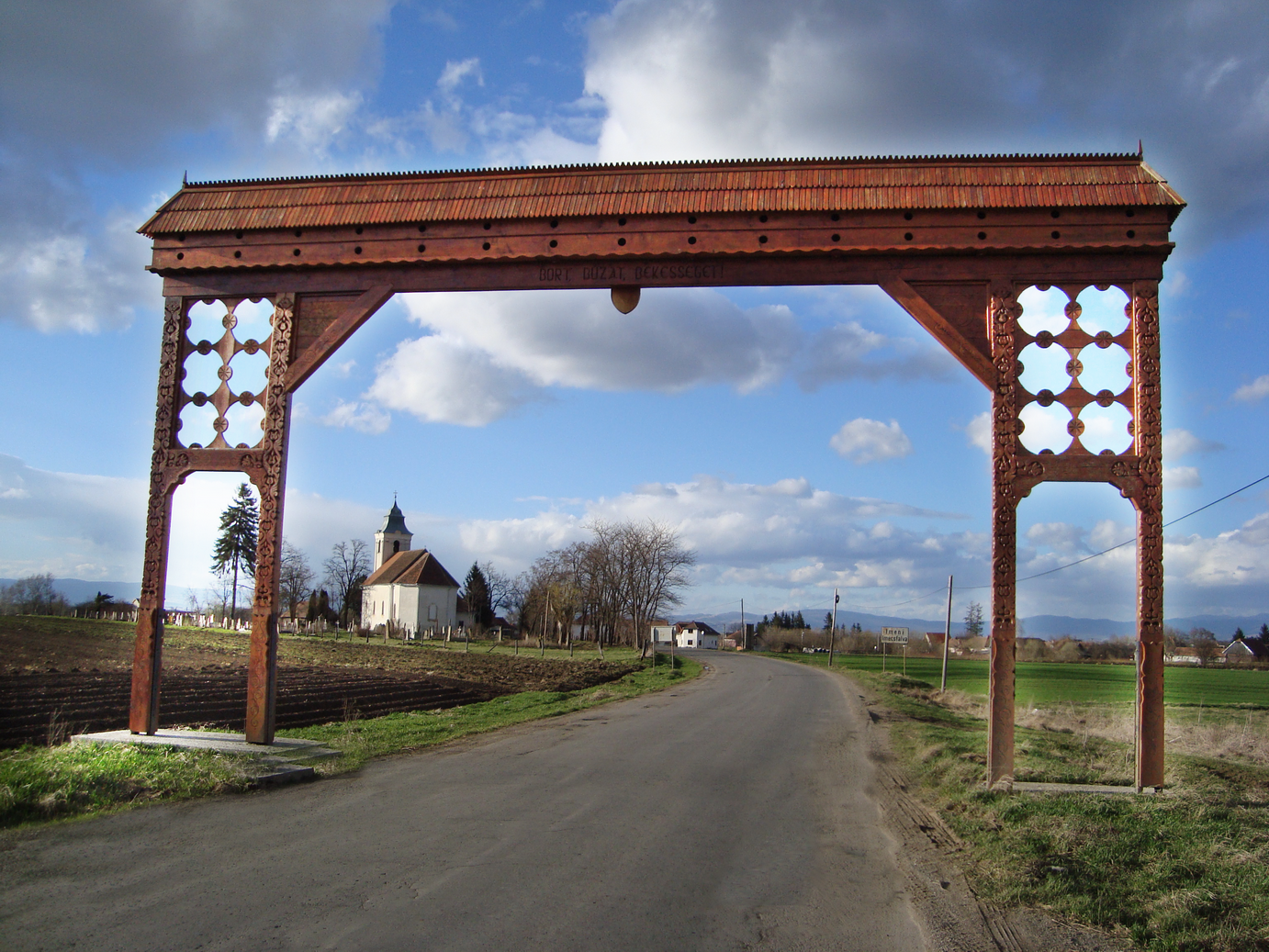

45°58′N 26°9′E / 45.967°N 26.150°E
卡塔利納鄉（羅馬尼亞語：Comuna Catalina, Covasna），是羅馬尼亞的鄉份，位於該國中部，由科瓦斯納縣負責管轄，面積46平方公里，海拔高度543米，2007年人口3,523，人口密度每平方公里76人。